# Chapelle Notre-Dame-de-Compassion du Coudray d'Aulnay-sous-Bois
La chapelle Notre-Dame-de-Compassion du Coudray est un lieu de culte catholique situé 26 bis rue Francis-Créno, à Aulnay-sous-Bois,.